# Diamond Rush
Diamond Rush es un videojuego de acción y rompecabezas desarrollado y publicado por Gameloft. Fue lanzado en diciembre de 2006 para plataformas móviles Java ME y en marzo de 2009 para dispositivos BlackBerry. En el juego, el jugador controla a un explorador de tierras que se embarca en la búsqueda de ciertos cristales en tres regiones distintas: Angkor Wat, Baviera y Tíbet. El título tiene un tema de arqueología y el jugador necesita recolectar una cantidad significativa de diamantes para desbloquear los mundos.
Al desarrollar Diamond Rush, Gameloft se inspiró en el juego Boulder Dash, lanzado en 1984 para computadoras Atari de 8 bits. Tras su lanzamiento, Diamond Rush recibió críticas positivas de los críticos, quienes elogiaron su tema visual y elementos de rompecabezas, pero criticaron su dificultad. El título se relanzó más tarde en las colecciones Gameloft Classics Arcade y Gameloft Classics: 20 Years, lanzadas en octubre de 2017 y abril de 2020, respectivamente, para Android.

## Jugabilidad
Diamond Rush es un videojuego de acción y rompecabezas con temática arqueológica en el que el jugador controla a un intrépido explorador en busca de diamantes en tres mundos: las junglas de Angkor Wat, las mazmorras de Baviera y las cuevas heladas del Tíbet. Hay un total de cuarenta etapas repartidas por los mundos. Durante el juego, el jugador puede encontrar cofres que pueden contener diamantes, que son morados o rojos. El objetivo principal es obtener una cantidad de diamantes rojos para acceder a la puerta que te llevará al otro mundo, pero habrá peligros con los que el jugador deberá huir, entre ellos enemigos como serpientes y arañas, y trampas de fuego. y lanzas gigantes. Un jefe se encuentra en la última etapa de cada mundo. El jugador también puede obtener vidas extra en cofres secretos, o al completar una etapa determinada al obtener todos los diamantes rojos y morados, no haber reiniciado la etapa y no haber recibido uno o más daños. Cada diamante púrpura obtenido se puede usar en una tienda para comprar mejoras que aumentan la barra de salud del jugador. A medida que avanza el juego, se pueden adquirir elementos especiales, como un martillo, una brújula y un gancho de agarre. El juego tiene un sistema de puntos de control, que se activa cuando el jugador pisa un círculo indicado; se dedica un botón para hacer que el jugador regrese al círculo en cualquier momento o lugar, pero esto le costará una vida.

## Desarrollo y lanzamiento
Diamond Rush fue desarrollado y publicado por la empresa francesa Gameloft. Su estilo de juego se inspiró en Boulder Dash, un juego de 1984 de First Star Software para computadoras Atari de 8 bits. Los desarrolladores Rosario Basilotta, Dobromir "Miro" Grigorov y Damian Marinov fueron acreditados como los principales productores del juego, mientras que Antony Faby y Thomas Valmorin actuaron como productores ejecutivos. Meses antes de su lanzamiento, Levi Buchanan de IGN experimentó con una versión inacabada del título, notando claras similitudes con Boulder Dash y algunas con Prince of Persia: The Sands of Time de Ubisoft (2003); Buchanan también opinó que el protagonista tiene similitudes con el personaje Link de la serie de juegos The Legend of Zelda. Diamond Rush se anunció en julio de 2006, estando en la "mitad posterior de su desarrollo", según IGN, y con un lanzamiento estimado para finales de ese año, junto con otros cinco títulos no especificados por Gameloft.
Diamond Rush se lanzó el 1 de diciembre de 2006 para dispositivos móviles compatibles con la plataforma Java Micro Edition (Java ME). Una versión para dispositivos BlackBerry estuvo disponible el 12 de marzo de 2009. En 2010, entre los celulares que soportaban el juego, se encontraban diferentes modelos de dispositivos Alcatel, LG, Motorola, Nokia, Panasonic, Sagem, Samsung y Sony Ericsson. El juego se relanzó en octubre de 2017 en una compilación, titulada Gameloft Classics Arcade, para dispositivos Android a través del sitio web oficial de Gameloft, junto con otros cuatro títulos de la compañía: Miami Nights 2, Brain Challenge 3, Block Breaker Deluxe 2 y Bubble Bash 2 — y con un costo de 6,99 reales brasileños. En abril de 2020, Diamond Rush, junto con todos los demás títulos presentes en Gameloft Classics Arcade, se relanzó de forma gratuita para Android en una colección de 30 juegos que celebran los 20 años del desarrollador, titulada Gameloft Classics: 20 Years.

## Recepción
En general, Diamond Rush recibió críticas positivas de los críticos. Levi Buchanan de IGN dijo que el juego "puede ser un juego familiar para los fanáticos de los títulos de rompecabezas; Boulder Dash existe desde hace un tiempo, pero la presentación y los extras que se encuentran en la versión de Gameloft la colocan por encima del juego que obviamente la inspiró".
Sus imágenes fueron muy elogiadas. Eva Wagner del sitio web alemán Airgamer opinó que los mundos "se superan a sí mismos en su diversidad" y que sus gráficos "impresionan por su alto nivel de detalle". Buchanan señaló que Gameloft usó "su magia artística para darle a la fórmula [de espeleología] su mejor apariencia hasta el momento". Costas Stephanides de Mobile Game Faqs lo nombró "uno de los mejores juegos [móviles] del año", dando una opinión positiva sobre sus gráficos y elementos de rompecabezas, y diciendo que al final del juego, "todas las similitudes con Boulder Dash desaparecen" y te quedas con un título muy singular".
Su dificultad recibió una respuesta mixta. Escribiendo para Pocket Gamer, Michael French dijo que si bien Diamond Rush tiene un desafío leve, "desafortunadamente irrita después de un tiempo", principalmente debido a su "naturaleza de prueba y error". Buchanan expresó que, si bien es divertido, el juego es "frustrante", señalando una buena dosis de desafío, pero señalando que "ensamblar un rompecabezas perverso con una sola solución es casi cruel. Especialmente cuando solo intentas disfrutar de un descanso de tres minutos de la vida real". Stephanides dijo que no pudo terminar completamente el juego antes de su revisión, diciendo que la última fase lo dejó "totalmente desconcertado". El crítico Hugo Reyes de Wireless Gaming World fue contra la corriente y comentó que el juego "es demasiado fácil para aquellos que buscan un desafío serio", señaló que el título "está dirigido a un público más joven" y lamentó que no sea lo suficientemente intrigante para él.